# Selecció de futbol de l'Índia
La selecció nacional de futbol de l'Índia representa l'Índia al futbol internacional masculí i està regida per la Federació de Futbol de l'Índia.
L'equip, que és considerat com el millor equip de l'Àsia meridional, va guanyar dues medalles d'or als Jocs Asiàtics de 1951 i 1962 i va quedar quart als Jocs Olímpics d'estiu de 1956. L'Índia no ha participat mai a la Copa del Món de Futbol, tot i que sí que es va classificar per defecte a la Copa del Món de 1950 després que totes les altres nacions del seu grup de classificació s'haguessin retirat. Tot i això, l'Índia es va retirar abans de l'inici del torneig. L'equip també ha participat quatre vegades a la Copa Asiàtica de Futbol, el millor campionat de futbol d'Àsia i va acabar subcampió el 1964 . L'Índia també participa al Campionat de Futbol d'Àsia Meridional (SAAF), la màxima competició regional de futbol del sud d'Àsia. Han guanyat el torneig vuit vegades des del seu inici el 1993 .
Al segle XXI, a més dels triomfs del campionat SAFF, l'Índia va guanyar la Copa Nehru a les edicions de 2007 i 2009 . L'Índia també va guanyar l' Copa Desafiament de l'AFC de 2008, mitjançant la qual l'equip es va classificar per a la Copa Asiàtica després de 27 anys de no fer-ho.

## Història

### Primers anys (1930-1940)

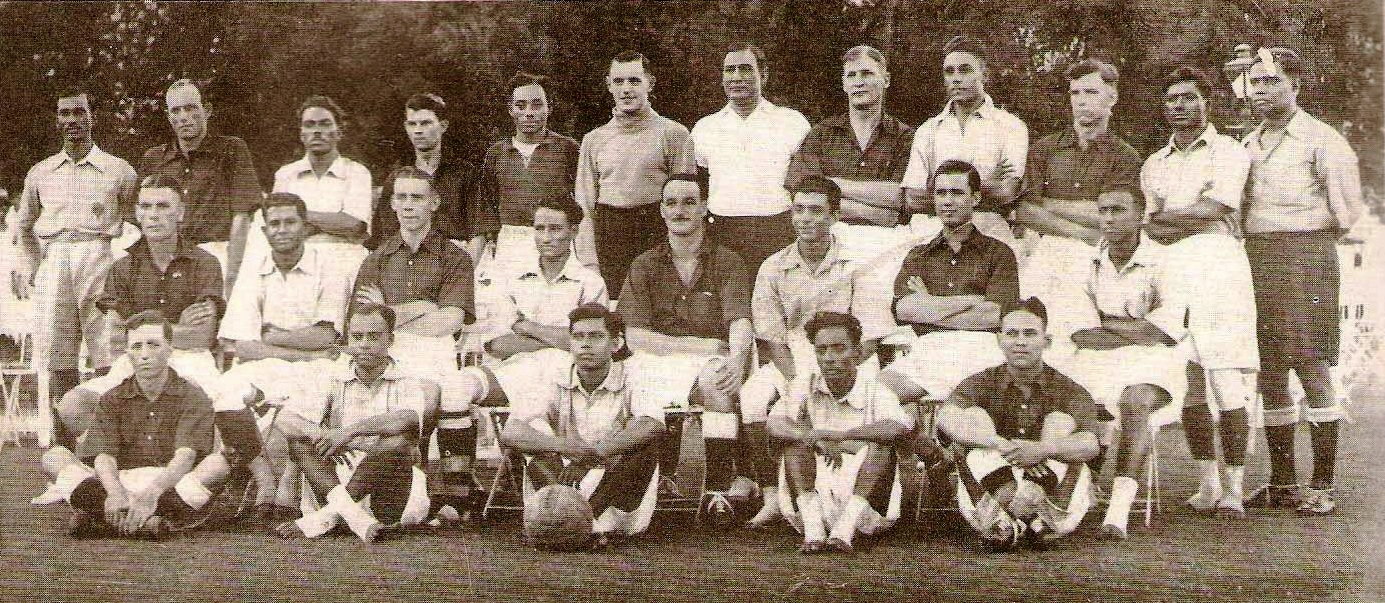
Selecció índia (en jersei blanc) i selecció europea (en jersei negre) juntes abans d'un partit jugat a Calcuta l'1 de juliol de 1938.

El 1933 una selecció de futbol de l'ïndia va fer per primera vegada una gira a l'estranger, a Sri Lanka. En el primer partit de la gira van guanyar 1-0.
La segona gira internacional oficial de la selecció, que en aquell moment tenia jugadors britànics i indis, fou el 1934 a Sud-àfrica.
A finals de la Dècada del 1930 hi van començar a haver equips de futbol que incloïen únicament jugadors indis van fer gires internacionals per Austràlia, Japó, Indonèsia i Tailàndia.
L'any 1938 una selecció va fer una gira a Austràlia entre l'agost i l'octubre, en la que van jugar 17 partits contra diversos clubs i 5 partits amistosos contra la Selecció de futbol d'Austràlia. El primer d'aquests darrers es considera com el primer partit internacional jugat per la Selecció d'Índia per la FIFA. La seva primera victòria internacional va ser el tercer partit contra la selecció australiana, en que va guanyar 4-1.
La selecció va jugar el seu primer partit com a nació independent a la primera ronda dels Jocs Olímpics d'Estiu de 1948 contra Selecció de futbol de França. En aquest partit va perdre per 2-1. Es destaca d'aquest parti que l'equip indi jugava sense portar botes ni mitjons, cosa que fou prohibida per la FIFA posteriorment.

### Anys daurats (1950s-1960s)

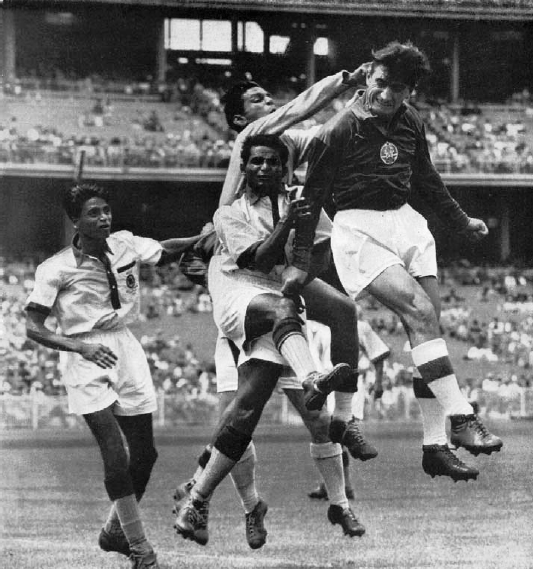
Selecció índia a Tussle contra Bulgària als Jocs Olímpics d'Estiu de 1956

El 1950, la selecció Índia es va qualificar per jugar la Copa del Món de Futbol de 1950 que es va celebrar al Brasil. De totes maneres, van quedar eliminats del torneig degut a que no van poder pagar les despeses del viatge, tot i que la FIFA s'havia ofert a pagar-ne una part, cosa que fa que encara no se sàpiguen les raons. Tot i que l'opinió més comú era que era degut a la prohibició de la FIFA de jugar descalços, el capità de l'època, Sailen Manna, insistí que aquesta no era la raó. Actualment s'accepta que la raó fou que els responsables de la selecció creien que era més prestigiós participar en els Jocs Olímpics que en el Campionat del Món de Futbol. Des de llavors, la selecció índia de futbol no s'ha classificat a cap més Campionat de la FIFA.
Tot i que no va participar en la Copa del Món de 1950 i no participar en els torjejos que qualificaven per a les posteriors edicions fins al 1985, es considera que des d'aquest any fins al 1964 és l'edad d'or de la Selecció Índia. L'equip entrenat per Syed Abdul Rahim esdevé un dels millors equips de futbol d'Àsia.
El març de 1951 la selecció guanya la medalla d'or als Jocs Asiàtics de 1951. L'any següent participen en els Jocs Olímpics d'Estiu de 1952 però perden 10-1 contra la Selecció de futbol de Iugoslàvia. Desp´res d'aquesta desfeta la selecció de futbol de l'Índia participa en diversos tornejos menors com la Copa Colombo de futbol, que guanya en quatre ocasions entre el 1952 i el 1955.
El 1954 torna a participar en els Jocs Asiàtics de Manila. En aquesta competició aconsegueix ser segon del grup C darrera la Selecció de futbol d'Indonèsia. En els Jocs Olímpics d'Estiu de 1956 l'equip aconsegueix el seu millor resultat en la competició acabant en quarta posició després de perdre la medalla de bronze contra la Selecció de futbol de Bulgària amb el resultat de 3-0. Sobre la participació en aquesta competició destaca el hat-trick que va aconseguir Neville D'Souza contra la Selecció de futbol d'Austràlia, que representa el primer hat-trick fet per un asiàtic a la història de les olimpíades.

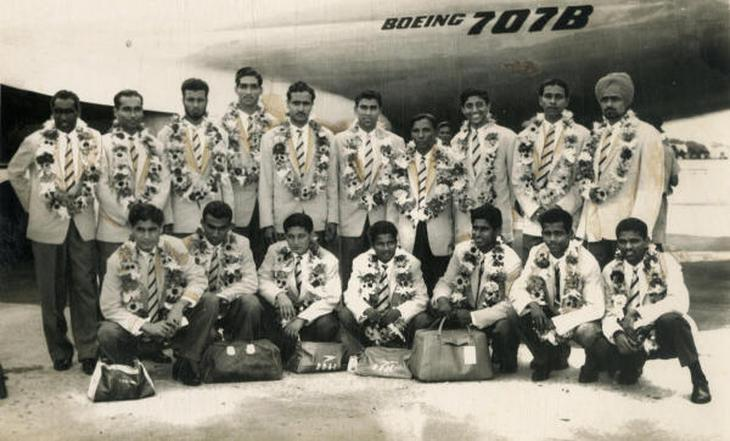
Equip de la selecció abans de sortir cap a Jakarta als Jocs Asiàtics de 1962

La selecció aconsegueix la seva segona medalla d'or en els Jocs Asiàtics de 1962 vencent a la Selecció de futbol de Corea del Sud 2-1. El 1964 participa en la Copa d'Àsia de futbol, on aconsegueix el seu millor resultat de la història.

### Declivi (1970s-2000)

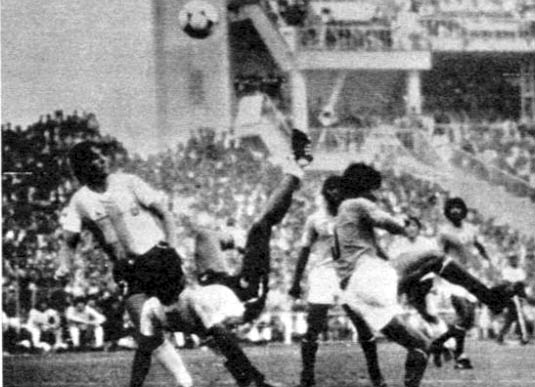
Índia contra la selecció de futbol d'Argentina a l'estadi Eden Gardens el 1984

Índia torna a participar als Jocs Asiàtics de 1966 i als de 1970, on queda en quarta posició.
En els Jocs Asiàtics de 1974, la selecció de futbol queda en la darrera posició del seu grup després de perdre tots els tres partits que ha jugat. En els posteriors Jocs Asiàtics de 1978 aconsegueixen passar la fase inicial en segon lloc però no pot passar de la següent ronda. En els  Jocs de 1982 es classifica per quarts de final, però queda eliminada al perdre contra l'Aràbia Saudita. El 1784 la selecció es classifica a la Copa d'Àsia de futbol, cosa que no havia aconseguit des del 1964. En aquest torneig finalitza en l'última posició  del seu grup a la primera ronda.
Tot i el declivi de la selecció, aquesta encara és considerada la més important de l'Àsia meridional. Aconsegueix la medalla d'or del torneig de futbol en els Jocs d'Àsia Meridional els anys 1985 i1987 i la de plata l'any 1993. El febrer de 1966 aconsegueix assolir la posició 94 del rànking de la FIFA. L'equip finalitza el segle XX guanyant el campionat de la SAFF els anys 1997 i 1999.

### Ressurgiment (2000-2001)

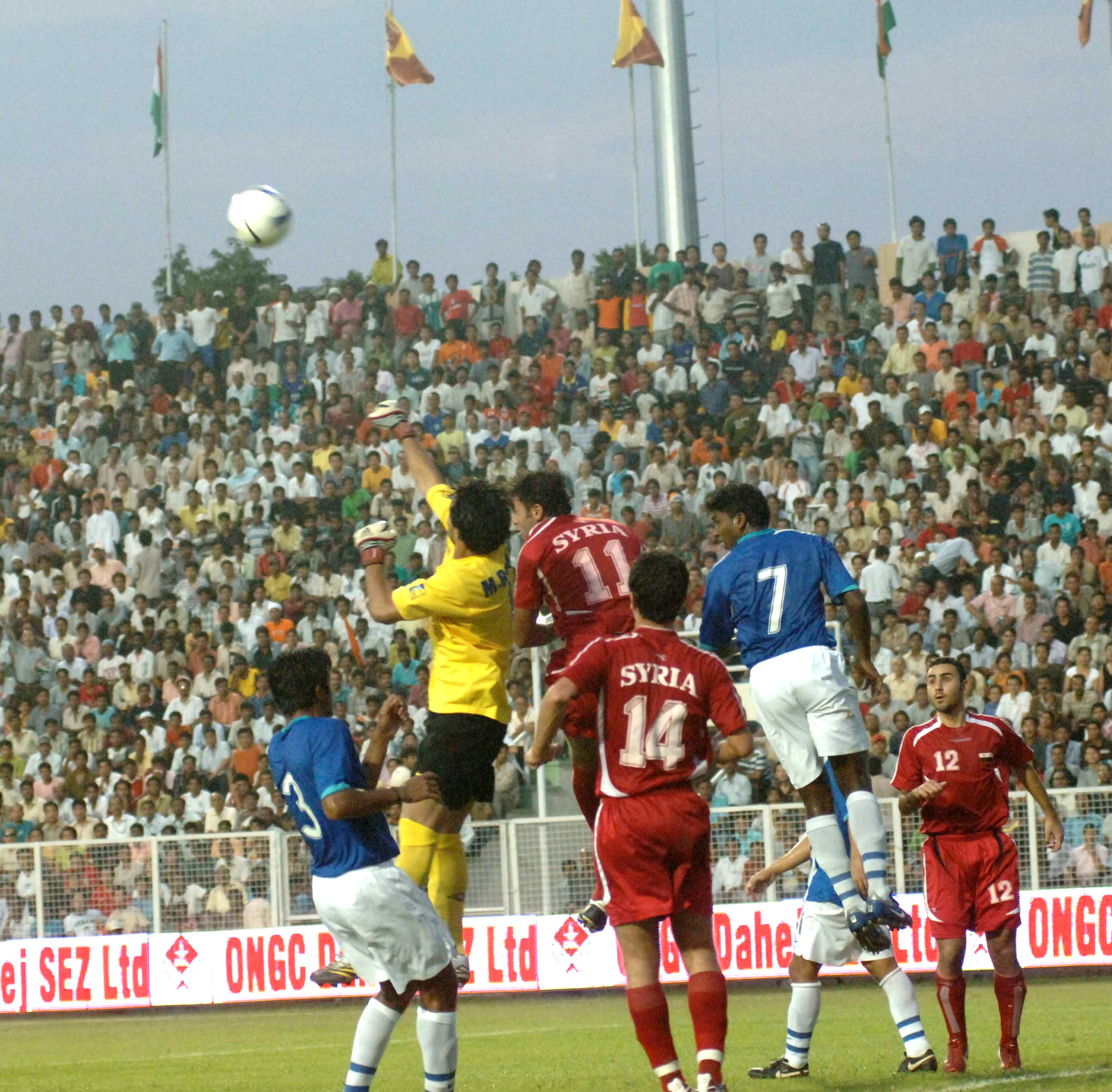
La selecció Índia en un partit contra la selecció de futbol de Síria en la Copa Nehru de 2007

En els campionats qualificadors de la Copa del Món de Futbol de 2002 la selecció no aconsegueix classificar-se, tot i obtenir tres vicòries i un empat. El 2003 és eliminat a les semifinals de la Copa de la Federació de futbol de l'Àsia Meridional (SAFF). En aquest mateix any participa en els primers Jocs Afro-asiàtics que es van celebrar a Hyderabad (Índia), en els que arriba a la final després de derrotar a la Selecció de futbol de Zimbàbue 5-3, però que, degut a perdre contra la selecció de futbol de l'Uzbekistan, només aconsegueix la segona posició.

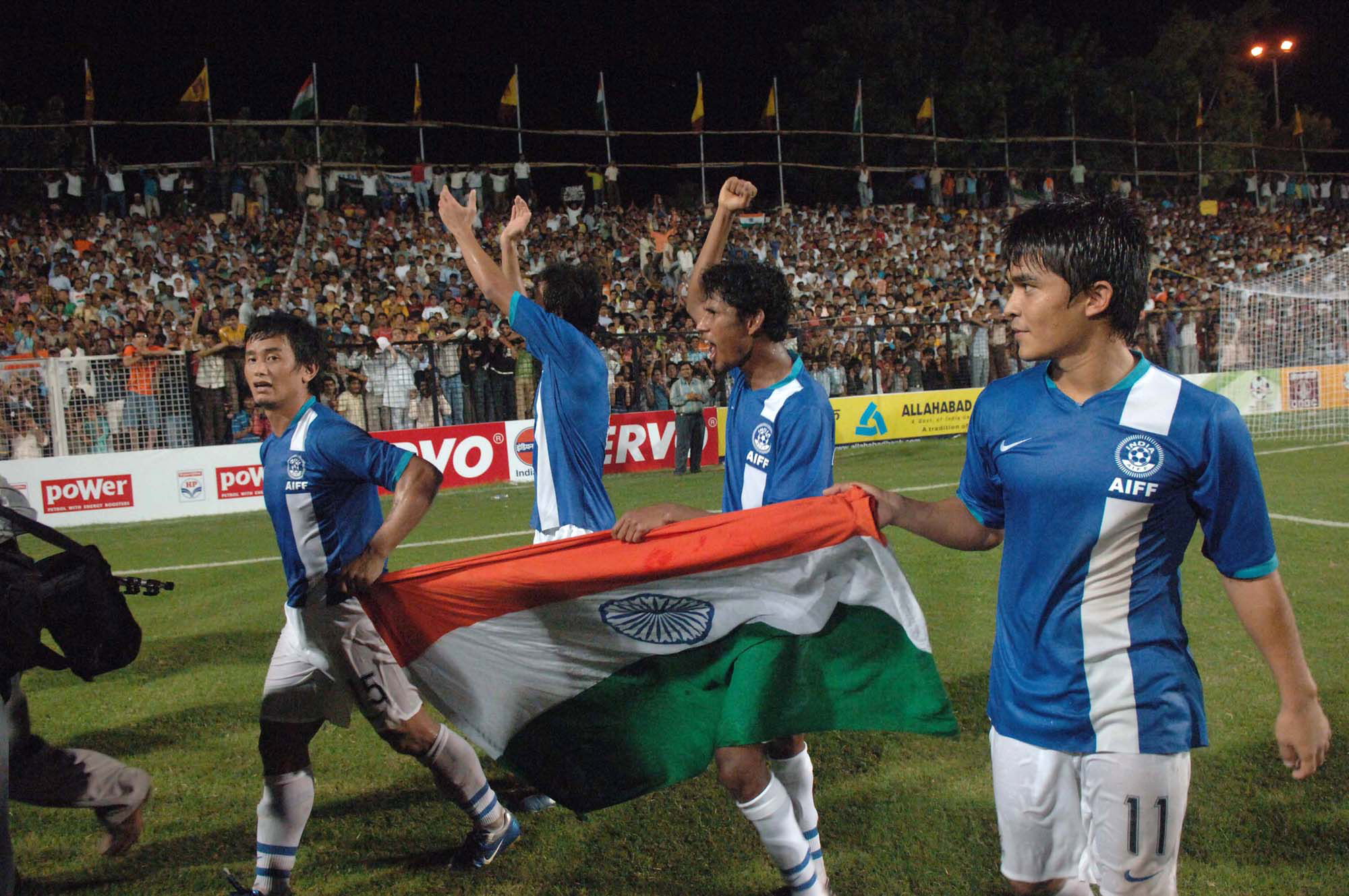
El capità de la selecció, Bhaichung Bhutia, celebrant amb altres jugadors la victòria a la final de la Copa Nehru de 2007.

El 2007, amb Bob Houghton com a seleccionador, l'equip guanya la Copa Nehru. El 2008 guanya la medalla d'or de la AFC Challenge Cup celebrada a Hyderabad i Delhi després de guanyar la final contra la Selecció de futbol del Tadjikistan 4-1. Amb aquesta victòria, l'equip es classifica per la Copa d'Àsia de futbol de 2011 per primera vegada des de fa 27 anys. En aquest campionat, la selecció juga en el grup C contra Austràlia, Corea del Sud i Bahrain i no aconsegueix passar cap a les fases superiors després de perdre tots els seus tres partits.

### Història recent (2011-2018)
L'any 2011 seleccionador Bob Houghton aconsegueix la classificació per a la Copa Àsia de futbol de 2015 però és deposat del seu càrrec després que fos acusat d'abusos racistes. Salvo Medeira signa com a nou seleccionador l'octubre de 2011. Amb aquest entrenador l'equip obté una nova victòria al SAFF Championship però no aconsegueix un bon resultat a la AFC Challenge Cup el març de 2012 i perd tots els seus tres partits. Com a conseqüència d'això, l'entrenador holandès Wim Koevermans esdevé el nou seleccionador. Amb aquest nou entrenador aconsegueix la victòria a la Copa Nehru després d'eliminar al Camerun en la fase de penaltis.

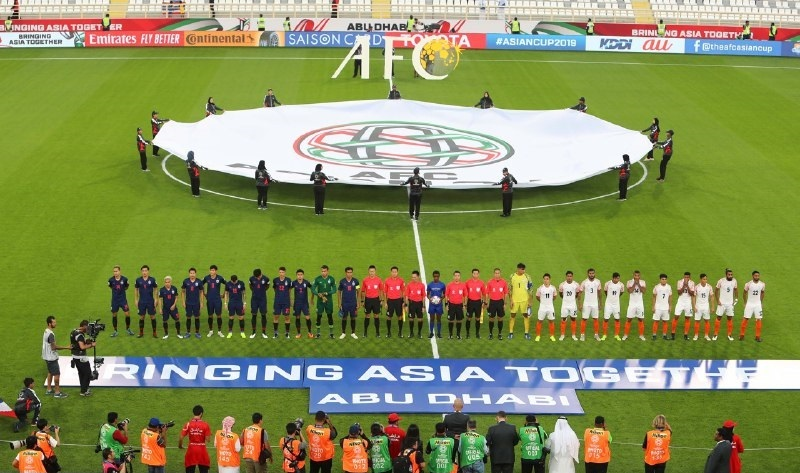
Partit contra la Selecció de futbol de Tailàndia a la Copa d'Àsia de futbol de 2019

El març de 2013 no aconsegueix classificar-se per la AFC Challenge Cup, cosa que impedeix que es pugui qualificar per la Copa d'Àsia de Futbol de 2015. També perd la final del SAFF Championship perdent 2-0 contra la Selecció de futbol de l'Afganistan. L'octubre de 2014, el seleccionador renuncia al seu càrrec.

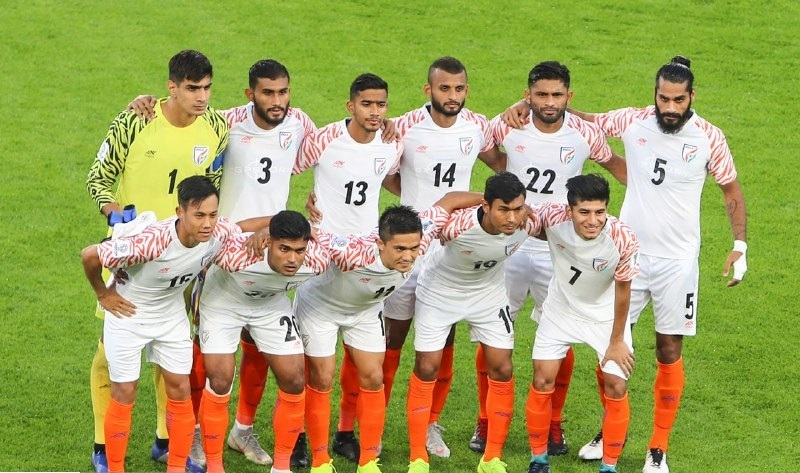
Selecció de l'Índia a la AFC Asian Cup de 2019

El 2015 la selecció perd moltes posicions al rànking de la FIFA i assoleix el lloc número 173. El britànic d'origen xipriota Stephen Constantine, que ja havia estat seleccionador entre el 2002 i el 2005, torna a ocupar el lideratge de l'equip.En aquesta nova fase com a seleccionador, el seu millor èxit és passar la primera ronda dels qualificadors de la Copa del Món de Futbol de 2018.
El 2017 L'Índia aconsegueix classificar-se per participar en la Copa d'Àsia de futbol de 2019 i torna a pujar al rànking de la FIFA fins al lloc 96.
El setembre de 2018 perd la final contra les Maldives del SAFF Championship però obté diverses victòries en amistosos contra Xina, Jordània i Oman i comença la Copa d'Àsia de futbol amb una victòria contra la Selecció de futbol de Tailàndia per 4-1. Tot i això acaben en l'última posició del seu grup després de perdre els seus dos partits contra la UAE i Bahrain. Per aquesta raó, el seleccionador renuncia al seu càrrec.

### Època d'Igor Stimac (2019-2024)
El 15 de maig de 2019 la Federació de futbol d'Índia fitxa al croata Igor Štimac com a nou seleccionador. El seu primer èxit important  l'obté al guanyar contra la  Selecció de futbol d'Oman en els classificatoris de la Copa del Món de Futbol de 2022. En el segon partit d'aquest campionat empata contra la Selecció de futbol de Qatar, campiona asiàtica de 2019. El campionat pateix postposaments degut a la COVID-19. L'Índia aconsegueix punts en total i queda tercer del seu grup darrera Qatar i Oman, cosa que fa que no sigui eliminada en la segona ronda. Tot i això, es aconsegueix assolir la tercera ronda dels qualificatoris per la Copa d'Àsia de Futbol de 2023.

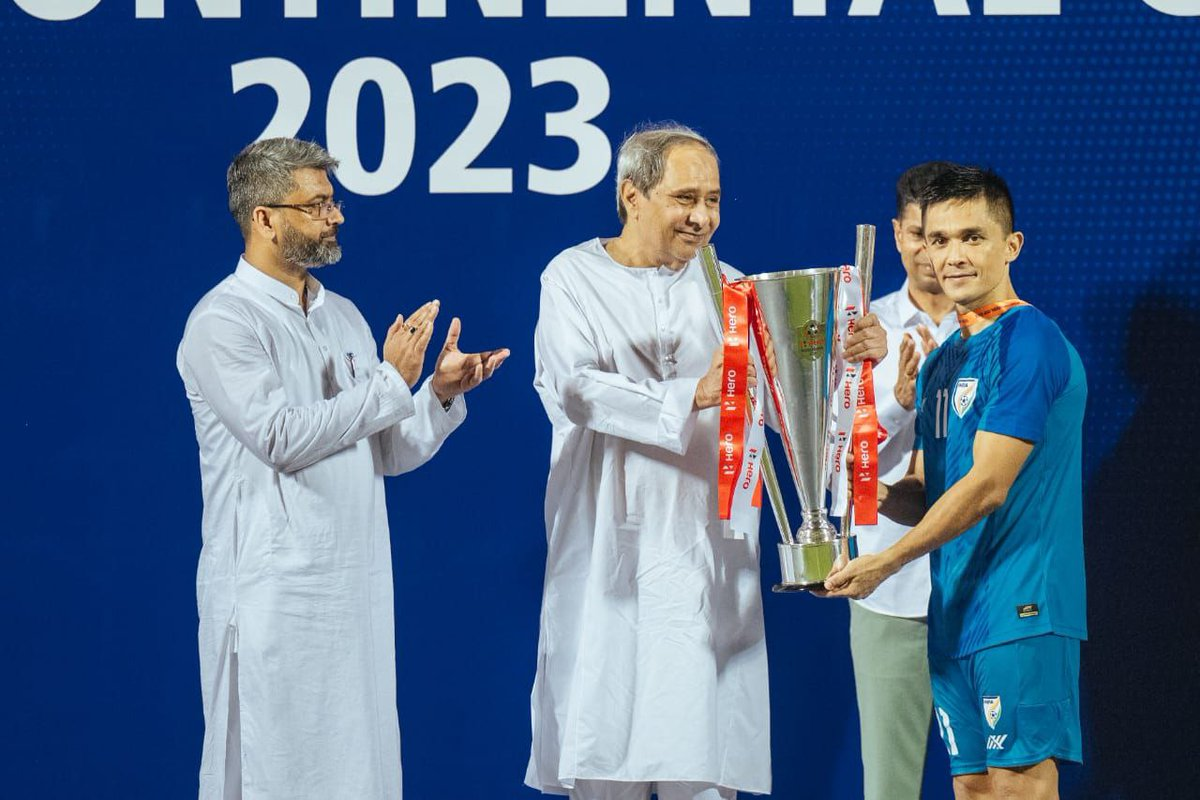
Jugador indi rebent la copa Intercontinental 2023

El setembre de 2022 l'Índia participa per primera vegada a la VFF Cup (Copa de les Tres Nacions de Vietnam).
El 2023 guanya la Copa de les Tres Nacions de l'Índia i la Copa Intercontinental de l'Índia, organitzades per l'AIFF, així com la Copa SAFF.
En els classificatoris per la Copa del Món de Futbol de 2026, l'Índia ha estat enquadrada en el grup A a la segona ronda contra Afganistan, Kuwait i Qatar. Ha començat en la primera posició juntament amb Qatar després de derrotar Kuwait 1 a 0. Però després ha anat acumulant derrotes contra Qatar i Afganistan. Per això ha acabat tercera del grup i no s'ha pogut classificar per la següent ronda.
El juny de 2024 la Federació de futbol de l'Índia despedeix al seleccionador Stimac.

### Època de Manuel Márquez Roca (2024 -)
El 20 de juliol de 2024 la Federació de Futbol de l'Índia anuncia que el català Manuel Márquez Roca esdevindrà el nou seleccionador nacional. Les seves responsabilitats s'inicien a la Copa Intercontinental de 2024 contra Maurici i Síria. A l'octubre juga la Copa de les Tres Nacions contra Vietnam i el Líban.